# Хлорид цинка-калия
Хлорид цинка-калия — неорганическое соединение,
двойной хлорид калия и цинка с формулой K2ZnCl4,
кристаллы,
растворяется в воде.

## Получение
- Выпаривание раствора стехиометрических количеств хлорида цинка и хлорида калия:

{\displaystyle {\mathsf {2KCl+ZnCl_{2}\ {\xrightarrow {}}\ K_{2}ZnCl_{4}}}}

## Физические свойства
Хлорид цинка-калия образует кристаллы нескольких модификаций :
- при температуре ниже 145 К (-128°С) существует фаза моноклинной сингонии, пространственная группа C c, параметры ячейки a = 1,4394 нм, b = 2,4544 нм, c = 2,6616 нм, β = 89,98°, Z = 48;
- при температуре от 145 К (-128°С) и до 403 К (130°С) существует фаза ромбической сингонии, пространственная группа P 21cn, параметры ячейки a = 0,7256 нм, b = 1,2402 нм, c = 2,6778 нм, Z = 12;
- при температуре от 403 К (130°С) и до 553 К (280°С) существует несоразмерная фаза невыясненной структуры;
- при температуре выше 553 К (280°С) существует фаза ромбической сингонии, пространственная группа P mcn.

Растворяется в воде.